# Lacy Rose
Lacy Rose (Laguna Beach, California; 4 de marzo de 1969) es una ex actriz pornográfica estadounidense.

## Biografía
Nació como Nichole Lisa Jones en la localidad costera de Laguna Beach, ubicada en el condado de Orange en California. No se conocen muchos datos sobre Rose anterior a 1992, año en que a sus 23 años entró en la industria pornográfica y debutó como actriz. Trabajó para estudios como Western Visuals, Metro, FM Video, Sin City, VCA Pictures, Caballero, Elegant Angel, Wicked Pictures, Vivid, Exquisite, Stroker Video, Zane o Erotic Angel, entre otros.
En 1994 llegó por primera vez a los Premios AVN, donde fue nominada, dado su debut el año anterior, a Mejor actriz revelación. Destacó por ganar el premio a la Mejor escena de sexo en grupo por la película New Wave Hookers 3. Recibió otras tres nominaciones; otra a Mejor escena de sexo en grupo por Anus and Andy, una a la Mejor escena de sexo chico/chica por Black Orchid y otra a la Mejor escena de sexo lésbico en grupo por Buttslammers.
Al año siguiente volvió a ganar el premio a la Mejor escena de sexo en grupo, en la disciplina de vídeo, por Pussyman 5.
Se retiró finalmente en 1997 como actriz, habiendo aparecido en un total de 221 películas.
Algunas películas suyas fueron Always Anal, Big Knockers 5, Creasemaster, Female Climax, Governess, Hopeless Romantic, Latex, Naked Reunion, Other Side of Chloe, Sorority Sex Kittens, Unfaithful Entry o Wild's Wildest.

## Premios y nominaciones
| Año  | Ceremonia    | Resultado | Premio                                | Trabajo                          |
| ---- | ------------ | --------- | ------------------------------------- | -------------------------------- |
| 1994 | Premios AVN  | Nominada  | Mejor actriz revelación               | —                                |
| 1994 | Premios AVN  | Nominada  | Mejor escena de sexo chico/chica      | Black Orchid (en película)       |
| 1994 | Premios AVN  | Ganadora  | Mejor escena de sexo en grupo         | New Wave Hookers 3 (en película) |
| 1994 | Premios AVN  | Nominada  | Mejor escena de sexo en grupo         | Anus and Andy (en vídeo)         |
| 1994 | Premios AVN  | Nominada  | Mejor escena de sexo lésbico en grupo | Buttslammers (en vídeo)          |
| 1994 | Premios XRCO | Ganadora  | Unsung Siren of the Year              | —                                |
| 1995 | Premios AVN  | Ganadora  | Mejor escena de sexo en grupo         | Pussyman 5 (en vídeo)            |